# Wywłócznik okółkowy

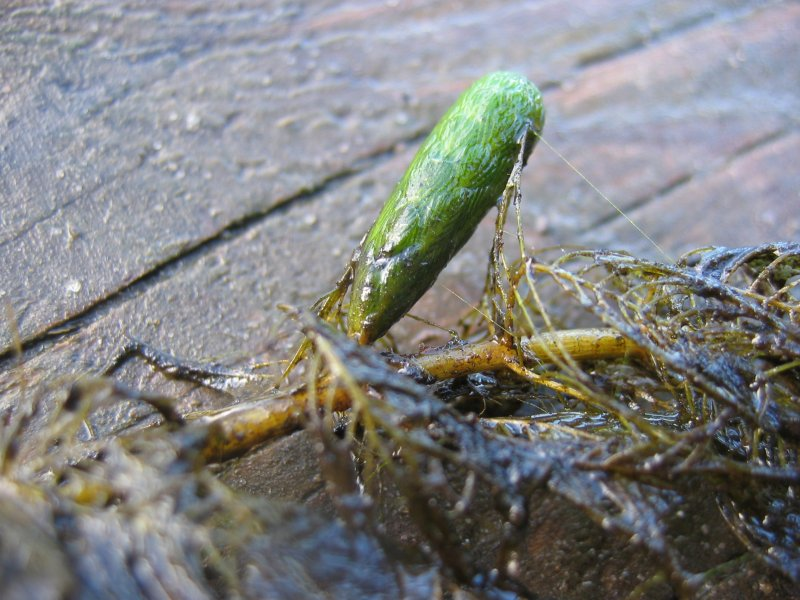
Turion wywłócznika okółkowego

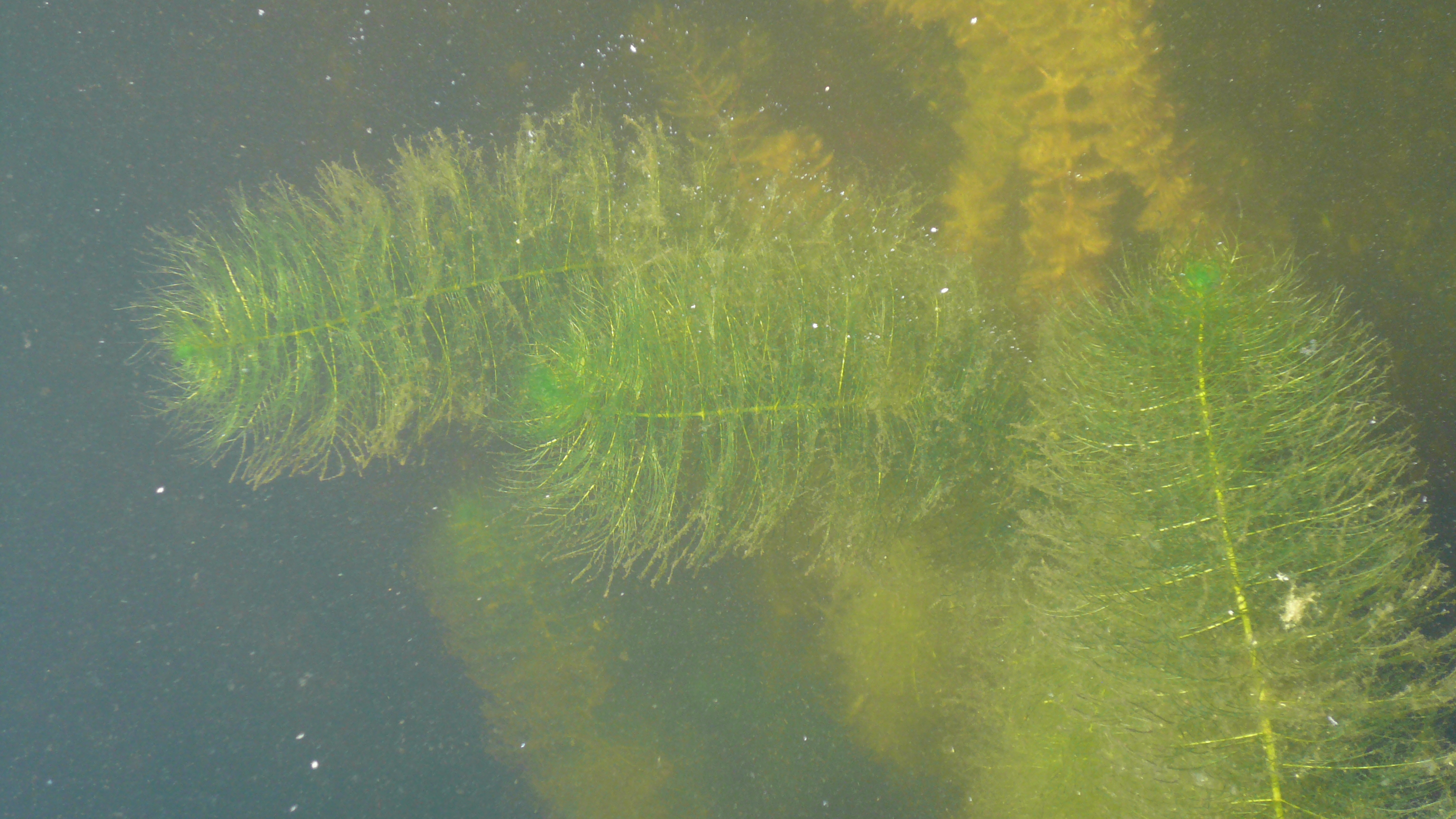
Wywłócznik okółkowy w naturalnym środowisku w jeziorze Ostrów na Pojezierzu Myśliborskim. W tle wywłócznik kłosowy

Wywłócznik okółkowy (Myriophyllum verticillatum L.) – gatunek rośliny wodnej z  rodziny wodnikowatych. Jest szeroko rozprzestrzeniony na wszystkich kontynentach półkuli północnej. W Polsce dość pospolity.

## Morfologia
PokrójBylina podwodna (hydrofit), swobodnie pływająca, bardzo rzadko zakorzeniona w podłożu. Makrofit.
ŁodygiDługości do 3 m, nierozgałęzione, łamliwe. Czasem u form lądowych, tworzą się proste, płożące się kłącza.
KwiatyKwiatostany wyrastają nad powierzchnię wody.  Kwitnie od czerwca do września. W kwiatostanie znajdują się trzy rodzaje kwiatów: żeńskie, męskie i obupłciowe. Pręciki (z wiotkimi nitkami) produkują dużo lekkiego pyłku. Zapylenie przez wiatr.
OwoceW postaci drobnych pestkowców – mają zdolność do unoszenia się na wodzie (pływają). Mięsista część owocni z czasem gnije, a wtedy  pestka opada na dno, gdzie następuje kiełkowanie. W rozsiewaniu owoców bierze udział również lód, gdyż owocostany wmarzają w lód i w czasie wiosennych roztopów przenoszone są wraz z krą lodową.

## Biologia
Rozmnażanie odbywa się głównie sposobem wegetatywnym: przez fragmentację kruchych pędów oraz za pomocą turionów. Turiony służą również do przezimowania, ponieważ reszta rośliny gnije późną jesienią. Turiony dobrze znoszą niską temperaturę i wmarznięcie w lód. Na liściach znajdują się wielokomórkowe gruczołki, produkujące śluz i myriofilinę (glikozyd) – szczególnie licznie występują na młodych roślinach.

## Ekologia
Występuje w litoralu jezior i dużych rzekach w strefie roślinności elodeidowej. Zasiedla wody eutroficzne, ubogie w związki wapnia, zarówno w wodach stojących jak i wolno płynących, na podłożu mulistym, gliniastym lub torfowym, sięgając do głębokości 3–5 m. Roślina wrażliwa jest na silne falowanie. Występuje zwykle w małych i niezbyt głębokich zbiornikach wodnych: starorzeczach, stawach, gliniankach, torfiankach, rowach melioracyjnych ze stojącą lub wolno płynącą wodą. W przeciwieństwie do Myriophyllum spicatum nie jest właściwym gatunkiem jeziornym. Podczas wysychania zbiornika może tworzyć formę lądową, znacznie mniejszą od wodnej i tworzącą małe turiony. W klasyfikacji zbiorowisk roślinnych gatunek charakterystyczny dla klasy (Cl.) Potametea, Ass. Myriophylletum verticillati.

## Zastosowanie
Bywa wykorzystywany do obsadzania ogrodów wodnych, nie jest zbyt wymagający, nie potrzebuje dodatkowego nawożenia, zwłaszcza organicznego. Jest całkowicie mrozoodporny (strefy mrozoodporności 3-10). Rozmnaża się łatwo przez ukorzenianie oderwanych kawałków pędu.